# Le Bourreau des cœurs
Pour plus de détails, voir Fiche technique et Distribution.
Le Bourreau des cœurs est un film français réalisé par Christian Gion et sorti en 1983.

## Synopsis
Vittorio, un comédien cantonné à des rôles de figuration, rêve de devenir une vedette de cinéma. Après avoir remporté un concours télévisé, « Le roi du cinéma », il est remarqué par des producteurs japonais et engagé pour interpréter la doublure d'un acteur dans un film tourné à Tahiti.

## Fiche technique
- Titre : Le Bourreau des cœurs
- Réalisation : Christian Gion
- Scénario : Christian Gion
- Script : Claudine Zidi
- Régie : Joël Gautier, Danièle Vaugon et Christian Drozdzik
- Assistants-réalisateur : François-Xavier Decraene et Stéphane Loison
- Directeur de production : Jacques Schaeffer
- Administration de production : Colette Chevereau
- Caméraman : Bernard Cassan
- 1er assistant opérateur : Patrick Batton
- 2e assistant opérateur : Jean-Paul Sergent
- Musique : Éric Demarsan
- Ingénieur du son : Claude Villand
- Photographie : Lionel Legros
- Photographie de plateau : Stephan Holmes
- Montage : Nicole Saunier
- Décorateur : Patrice Renault
- Ensemblier : Pascal Schouteeten
- Régisseur d'extérieurs : Marc Marmier
- Chef costumière : Olga Pelletier
- Habilleuse : Marina Zuliani
- Chef maquilleuse : Phuong Maittret
- Chef coiffeuse : Joëlle Dominique
- Montage son : Amina Mazani
- Stagiaire monteur : François Renard
- Casting : Marlène Tomassi
- Chef Machiniste : Jean-Pierre Mas
- Machinistes : Jacques Barbazange et Daniel Pesquier
- Chef électricien : Daniel Bernard
- Électricien : Jean Gava
- Bruitage : Gil Bast
- Mixage : Claude Villand
- Attachés de presse : Marlène Moineau et Eugène Moineau
- Coordination de la production à Tahiti : Philippe Gion
- Chants et danses folkloriques : Coco et son groupe
- Perchman : Pierre Excoffier
- Cascades : Roland Neunreuther, Maurice Gelaude et Jean-Claude Zefirini
- Photo ULM : Roland Magalon
- Héli-Services : Paul Trondle
- Post-synchronisation : Chrismax
- Auditorium : Paris-Studio-Billancourt
- Laboratoires : Eclair
- Filmé sur caméras : Chevereau
- Pellicule : Fuji
- Matériel électrique : Ciné-Lumières de Paris
- Générique : Truque
- Visa de contrôle cinématographique : N° 57 285
- Durée : 90 minutes
- Date de sortie : France : 12 octobre 1983
- Affiche : Jean Mascii (France)

## Distribution
- Aldo Maccione : Vittorio Garibaldi
- Anna Maria Rizzoli : Ginette
- Jean Parédès : Max
- André Nader : Pedro
- Nico il Grande : Jésus
- Jole Silvani : La mère
- Max Desrau : Le père
- Hubert Lassiat : Le grand-père
- Gillian Gill : La sœur
- Jean David Junior : Bébert
- Diego Ferrari : Jeannot
- Claudio Viscomi : Vittorio enfant
- Michel Tugot-Doris : Ami bistrot
- Max Douchin : Ami bistrot
- Roger Perinoz : Le patron du bistrot
- Guy Lux : lui-même
- Jacques Rouland : lui-même
- Serge Berry : Régisseur 1
- Christophe Guybet : Régisseur 2
- Adrien Cayla-Legrand : Le général de Gaulle
- Huguette Funfrock : La reine d'Angleterre
- Charles Audisio : Napoléon
- Gérard Couderc : Mussolini
- René Douglas : Churchill
- Christian Gion : Le metteur en scène (J R)
- Roxanne Nouban : Candidate 1
- Caroline Delaunay : Candidate 2
- Annick Roure : Candidate 3
- Arnaud Bruyère : Arnold, le jeune premier
- Françoise Foulounoux : Fille Vittorio 1
- Agnés Rollin : Fille Vittorio 2
- Nadia Smara : Fille Vittorio 3
- Linda William's : Fille Vittorio 4
- Marcel Gassouk : Figurant à l'ANPE
- Arch Taylor : Ricky Zapla
- Florence Guérin : La starlette
- Jacques Bouvier : Henri IV

## Autour du film
L'atoll privé de Tetiaroa, propriété de l'acteur Marlon Brando, servit de décor. À cette occasion, l'équipe du film prit à sa charge certains travaux d'aménagement et Philippe Gion, le frère du réalisateur, remit l'hôtel en marche et assura la restauration de l'équipe. Marlon Brando connaissait Philippe Gion, propriétaire du plus célèbre restaurant de Papeete, "l'Auberge Landaise". Cela facilita sans doute les transactions pour la location de l'atoll. Marlon Brando refusa cependant de faire une apparition dans le film.
Le film a terminé 24e au Box-office France 1983 avec 1 652 422 entrées.
Vers la fin du film, lorsque Vittorio atterrit dans le village tahitien, un des prêtres dit, "Les Dieux sont tombés sur la tête", référence au film à grand succès de Jamie Uys en 1980